# Casa de Hador
En el universo ficticio del autor británico J. R. R. Tolkien, la Casa de Hador es el tercer pueblo de Hombres que llegaron a Beleriand y que fueron conocidos por los Elfos como los Edain, los "Segundos Nacidos". Recibe el nombre de Casa de Hador porque este clan de Edain fue el que fue vasallo de Fingolfin, que le valió el Señorío de Dor-Lómin y fue padre de los más grandes héroes de los Hombres en la Primera Edad. Aunque el que condujo al pueblo hasta Beleriand, sorteando las Montañas Azules por el Sur, se llamaba Marach.
El pueblo de la Casa de Hador se caracterizaba por ser el más numeroso y el más organizado, pues eran conducidos por un solo jefe, que ejercía una autoridad central y que le daba más cohesión aunque se dividiesen en diversas tribus o clanes.
Se trataba de un pueblo cuyas características físicas eran diferentes a los otros hombres: eran de gran estatura, de mucha fortaleza física y casi todos eran de "cabellos amarillos y de ojos azules" («Quenta Silmarillion». Cap. 17).
Sobre su lengua, Tolkien escribió que en un principio era de origen común con la de la Casa de Bëor, pero que se diferenciaba de esta en algunas palabras y modismos, aunque tuviesen, ambas, influencias del Khuzdul y lenguas élficas. En Beleriand aprendieron y hablaron casi exclusivamente el Sindarin y el Quenya; aunque con el transcurso de las Edades del Sol su lengua materna dio origen al Adûnaico y a la Lengua Común, que hablaban la mayoría de los pueblos de la Tercera Edad.

## Origen e historia
La Tercera Casa de los Edain, como todos los Atani, tuvo su origen en Hildórien, pero por la constante presión de los siervos de Morgoth se vio forzada a dejar su lugar de nacimiento y emprender una larga Marcha hacia el oeste, luchando constantemente contra estos. Fue el segundo pueblo que eligió el camino por el Norte de la Tierra Media, y se asentó por un tiempo en los Bosques nororientales del Mar de Rhûn allí vivieron un largo tiempo, hasta que por presión demográfica y porque todavía resistían los embates de Morgoth, debió abandonar esa región cruzando el Mar, porque había aprendido a construir embarcaciones.
Un gran porcentaje de este pueblo se quedó en Rhovanion, asentándose en las llanuras existentes entre el Celduin y el Carnen; entre los lindes orientales del Bosque Negro y el río Celduin y en las Tierras Pardas; dando origen a lo que se conoció como los Hombres del Norte. Mientras otros cruzaron las Montañas Nubladas al Norte, cerca de las terribles Ered Engrin dirigiéndose a Eriador y asentándose, una parte del Pueblo, principalmente en el norte en donde se mezclaron con los otros formando lo que Tolkien llama los Hombres Medios.
Una pequeña, aunque numerosa, parte de la Casa de Hador, conducidas por Marach cruzó por fin las Montañas Azules. Cuando se enteraron de que la mayoría de los Hombres que los precedieron se habían establecido en una tierra fértil y amplia como lo era Estolad, se dirigieron allí y moraron muy cerca de los otros pueblos con los que tuvieron contacto; principalmente con sus parientes los Hombres de Béor instalándose al Sur y al este de las tierras de éstos.

### En Beleriand
El Pueblo de Marach llegó después de la partida de Finrod Felagund, aun así la Noticia de la llegada de los Hombres se había extendido por toda Beleriand y los Noldor vieron el valor de los Hombres y que podía ser aprovechado en su lucha contra Morgoth. Fue así como Fingolfin Rey supremo de los Noldor envió mensajes de bienvenida y muchos de la Casa de Hador partieron de Estolad y se pusieron al servicio de estos. Tal fue el caso de Malach que era nieto de Marach, quien marchó a Hithlum viviendo allí 14 años y recibió el nombre élfico de Aradan. Muchos otros lo imitaron emigrando al oeste. Pero el hijo de Aradan, Magor, marchó hacia el sur, siguiendo el curso del río Sirion, instalándose en la laderas australes de Ered Wethrin. 
Otros recelaron de la amistad de los Elfos y reunieron una gran asamblea de todos los Hombres que habían quedado en Estolad Allí Bereg, de la Casa de Bëor y Amlach (nieto de Marach) propusieron partir hacia el este, porque pensaban que la amistad con los elfos sólo podían traerles más penurias, puesto que estos libraban una guerra permanente contra Morgoth. Parece ser, que el descontento de Amlach fue provocado por un hechizo del Señor Oscuro, y cuando despertó de este, su furia fue tal que pronto marchó con un grupo de su pueblo y se puso al servicio de Maedhros, aunque otros no lo siguieron y partieron hacia Eriador, junto a los renegados del Pueblo de Bëor. En los primeros siglos de la Segunda Edad del Sol el númenóreano Aldarion tomaría contacto con los descendientes de los Hombres de Hador en el Reino de Lindon y ambos reconocieron la pertenencia común, no solo por las características físicas, sino también por su lengua.
Si bien la amistad con los Eldar se profundizó y los Hombres aprendieron la lengua de estos, consideraron que no era bueno que vivieran mezclados y que los Edain debían regirse por sus propios señores y tener sus propias tierras así que otorgaron señoríos en distintos territorios no habitados por los Elfos. Tal es el caso de Hador Lórindol que amado por Fingolfín recibió de este las tierras de Dor-Lómin y allí reunió a casi todos los miembros de su pueblo, transformándose en el más fiel aliado de los Noldor y en el más poderoso de los Edain. Además los Hombres de la Casa de Hador eran capaces "(...) de soportar el frío y los largos viajes, y no temían en ocasiones avanzar lejos hacia el norte, para allí vigilar estrechamente los movimientos del Enemigo" («Quenta Silmarillion». Cap. 17).
Por muchos años la alianza de los Elfos y los Hombres mantuvo a Beleriand lejos del peligro de Morgoth pero luego de la Dagor Bragollach la Casa de Hador quedó aislada en Hithlum y los sobrevivientes de la Casa de Bëor marcharon a vivir con ellos. Pero no fue hasta la Quinta Batalla que los Hadorrim perdieron su libertad, porque todo Hithlum, incluido Dor-Lómin fue otorgado por Morgoth a los Hombres Cetrinos, que habían traicionado a Fingon y a Maedhros, sometiendo a este valiente y aguerrido pueblo de Hombres.

### Personajes importantes
Los personajes más importantes de esta casa fueron Marach, que condujo a su pueblo a Beleriand; Hador, líder del pueblo en Dor-Lómin, muerto en la Dagor Bragollach; Húrin, quien, junto a su hermano Huor, conoció Gondolin, y que además fue capturado por Morgoth luego de la Nírnaeth Arnoediad y liberado por el mismo Señor Oscuro con la esperanza de que le indicara el lugar en donde se encontraba la ciudad de Turgon; Huor, que acompañó al anterior a Gondolin, muerto en la Batalla de las Lágrimas Innumerables cuando protegió a Turgon de los Orcos en el Marjal de Serech; Túrin, hijo de Húrin, el "terror de los Orcos de Morgoth"; y Tuor, hijo de Huor, que llevó el mensaje de Ulmo a Gondolin sobre el peligro que se cernía sobre la ciudad y que allí se desposó con Idril, quien dio a luz a Eärendil "El Bendito".